# Henri Martineau
Henri Martineau (* 26. April 1882 in Coulonges-sur-l’Autize, Département Deux-Sèvres; † 21. April 1958 in Paris) war ein französischer Arzt, Dichter, Romanist und Literaturwissenschaftler.

## Leben und Werk
Martineau promovierte in der Medizin mit der Arbeit Le Roman scientifique d'Émile Zola. La médecine et les Rougon-Macquart (Paris 1907). Der Landarzt und spätere Verleger und Buchhändler Martineau mühte sich ein Leben lang um die biographische Kenntnis von Stendhal und um die Herausgabe von dessen Werken und hinterlassenen Schriften. Er wurde zum größten Stendhal-Kenner seiner Zeit (Nachfolger: Victor Del Litto). Daneben machte er sich um Paul-Jean Toulet (1867–1920) verdient. Von 1909 bis zu seinem Tod gab er die Zeitschrift Le Divan heraus. Die Académie française verlieh ihm 1951 ihren Grand prix de littérature.

## Weitere Werke (Auswahl)

### Monographien
- L'Itinéraire de Stendhal, Paris 1912
- La Vie de P.-J. Toulet, Paris 1921
- Louis Thomas, Paris 1922
- L'Oeuvre de Stendhal. Histoire de ses livres et de sa pensée, Paris 1945, 1951, 1966
- Petit dictionnaire stendhalien, Paris 1948
- Le Calendrier de Stendhal, Paris 1950
- Le Coeur de Stendhal. Histoire de sa vie et de ses sentiments, 2 Bde., Paris 1952-1953, 1983

### Herausgebertätigkeit
- (Hrsg.) Paul-Jean Toulet, Les Contes de Béhanzigue, Paris 1920
- (Hrsg.) Les Contrerimes de P.-J. Toulet, Paris 1921
- (Hrsg.) Stendhal, Le Rouge et le noir, Paris 1925; Pléiade-Ausgabe 1932; Bibliothèque classique de Cluny, 1937; Classiques Garnier 1939
- (Hrsg.) Stendhal, La chartreuse de Parme, Paris 1927, Pléiade-Ausgabe 1933, Bibliothèque classique de Cluny, 1940; Classiques Garnier 1942
- (Hrsg.) Stendhal, Vie de Henri Brulard, Paris 1927, Neuauflage: Vie de Henry Brulard 1949 ; Classiques Garnier 1953 ; Pléiade-Ausgabe 1955
- (Hrsg.) Souvenirs d’égotisme, Paris 1927, 1941, 1950; Pléiade-Ausgabe 1955
- (Hrsg.) Stendhal, Lucien Leuwen, Paris 1934 (Pléiade-Ausgabe), Monaco 1945
- (Hrsg.) Mérimée, Roman et nouvelles, Paris 1934 (Pléiade-Ausgabe)
- (Hrsg.) Stendhal, Romans et nouvelles, 2 Bde., Paris 1947 (Pléiade)
- (Hrsg.) Stendhal, Armance, Paris 1950 (Classiques Garnier)
- (Hrsg.) Stendhal, De l’amour, Paris 1959 (Classiques Garnier)
- (Hrsg. mit Victor Del Litto) Stendhal, Correspondance, 3 Bde., Paris 1962-1967-1968